# رباط آقاکمال
رباط آقاکمال، روستایی از توابع شهرستان وزوان در استان اصفهان ایران است.

## جمعیت
این روستا در شهرستان وزوان قرار دارد و براساس سرشماری مرکز آمار ایران در سال ۱۳۸۵، جمعیت آن زیر سه خانوار بوده‌است.